# Rajd Wisły 2002
Rajd Wisły 2002 – 28. edycja Rajdu Wisły. Był to rajd samochodowy rozgrywany od 6 do 7 września 2002 roku. Była to siódma runda Rajdowych Samochodowych Mistrzostw Polski w roku 2002. Rajd składał się z dwunastu odcinków specjalnych.

## Wyniki końcowe rajdu[1]
| Miejsce | Kierowca          | Pilot            | Samochód                 | Czas      | Strata   | Grupa Klasa |
| ------- | ----------------- | ---------------- | ------------------------ | --------- | -------- | ----------- |
| 1       | Leszek Kuzaj      | Erwin Mombaerts  | Peugeot 206 WRC          | 1:13:01.3 | -        | A8          |
| 2       | Michał Bębenek    | Grzegorz Bębenek | Toyota Corolla WRC       | 1:15:03.2 | +2:01.9  | A8          |
| 3       | Damian Gielata    | Jarosław Baran   | Toyota Corolla WRC       | 1:16:34.2 | +3:32.9  | A8          |
| 4       | Tomasz Czopik     | Łukasz Wroński   | Mitsubishi Lancer Evo VI | 1:17:37.9 | +4:36.6  | N4          |
| 5       | Paweł Dytko       | Tomasz Dytko     | Mitsubishi Lancer Evo VI | 1:17:56.1 | +4:54.8  | N4          |
| 6       | Mariusz Stec      | Witold Bogdański | Mitsubishi Lancer Evo VI | 1:19:58.1 | +6:56.8  | N4          |
| 7       | Michał Sołowow    | Emil Horniaček   | Mitsubishi Lancer Evo VI | 1:20:39.2 | +7:37.9  | N4          |
| 8       | Mariusz Woźniczko | Radosław Banach  | Mitsubishi Lancer Evo VI | 1:20:52.5 | +7:51.2  | N4          |
| 9       | Jarosław Pineles  | Dariusz Burkat   | Opel Corsa S1600         | 1:23:29.4 | +10:28.1 | A6          |
| 10      | Marcin Bełtowski  | Robert Hundla    | Škoda Felicia Kit Car    | 1:24:29.8 | +11:28.5 | A6          |